# 아오가시마촌립 아오가시마 소중학교
아오가시마촌립 아오가시마 소중학교(青ヶ島村立青ヶ島小中学校)는 일본 도쿄도 아오가시마촌의 공립 소중병설교(小中併設校)이다.